# Glosar de alpinism
Prezentul glosar de alpinism conține termeni din domeniul drumeției și explorărilor montane, precum și noțiuni geografice, ecologice și tehnice conexe subiectului.

## A
- ablațiune:

- transport al materialului rezultat din dezagregarea rocilor;
- reducerea masei unui ghețar prin topire, evaporare sau desprinderea aisbergurilor.
- abrupt:

- porțiune dintr-un versant muntos, stâncos, puternic înclinat, formând pereți (ex: Bucegi, Piatra Craiului, etc);
- (despre un teren) foarte înclinat; accidentat, prăpăstios.
- ac - stâncă izolată și ascuțită (colț) caracteristică zonelor de abrupt. (ex: Acele Morarului, Bucegi).
- accident - neregularitate a reliefului apărută ca rezultat al interacțiunii agenților interni și externi.
- acroșare -  tehnică de cățărare sportivă care constă în agățarea unei prize înalte, cu vârful sau călcâiul piciorului, care devine o "a treia mână".
- agest(ru) - aluviune sau îngrămădire de lemne, bușteni, crengi etc. aduse de apele repezi și formând un fel de stăvilar la cotitura unui râu.
- Alien - dispozitiv mobil de asigurare, din categoria "nucilor active", care se fixeaza in fisuri mici; sunt asemănătoare friendurilor, cu patru came și tijă flexibilă.
- alpenștoc - baston lung, cu vârf metalic ascuțit, folosit în alpinism; baston de munte (vezi și piolet).
- alpin - zona cea mai înaltă a unui munte, începând de la circa 1.900 m altitudine.
- alpiniadă - concurs de alpinism între mai multe țări, care constă în întreceri contratimp pe trasee de cățărare (vara) și pe trasee de alpinism (iarna).
- alpinism:

- categoria ascensiunilor pe munte, pe jos, ca divertisment;
- exercițiu fizic de mare curaj, depus cu scopul atingerii unor puncte dificile dintr-o zona de abrupt; cel care execută acest gen de exercițiu fizic se numește alpinist.
- ascensiune pe munte în zone abrupte, stâncoase sau cu zăpadă permanentă, pe trasee nemarcate sau neamenajate și care necesită un echipament tehnic specific.
- alpinism tehnic - vezi cățărare alpină.
- alpinism utilitar - efectuarea de cățărări pe clădiri, structuri etc., folosind echipament specific alpinismului, în scopul efectuării unor intervenții.
- altitudine - înălțimea unui punct de pe suprafața terestră, calculată față de nivelul mării sau față de un punct de referință.
- alungire - prelungirea corzii de alpinism sub sarcină, mai ales la căderea capului de coardă, pentru reducerea forței de șoc.
- alveolă - scobitură cvasicirculară generată de coroziune, atunci când vântul este perpendicular față de abrupt.
- amonte, în ~ - în susul văii, al apei; mai aproape de izvoare (vezi și aval).
- ancoră - piesă metalică ce se fixează în stâncă, într-o gaură forată artificial, pentru asigurarea împotriva căderii.
  - ancoră chimică - ancoră care se fixează în gaură prin intermediul unui adeziv special.
  - ancoră de zăpadă - dispozitiv de asigurare în zăpadă și care poate fi: ancoră profil V sau deadman.
  - ancoră profil V - cornier lung de circa 50 cm din duraluminiu care se îngroapă în zăpadă, lăsând la suprafață numai capătul buclei de coardă.
- arcadă - element de relief în formă de arc, întâlnit în general în zonele calcaroase.
- arșiță - suprafață de teren defrișată prin foc; fâneață sau pășune montană având această proveniență.
- asigurare - mijloc de evitare sau limitare a căderii alpiniștilor; se realizează cu ajutorul cordelinelor , carabinierelor, pitoanelor, pioleților cu caracter fix (in locurile de regrupare sau odihnă) și cu caracter mobil (în ascensiune).
- aval, în ~ - în josul văii, al apei  (vezi și amonte).
- avalanșă - masă de zăpada, gheață sau grohotiș care se deplaseaza rapid pe versanții înclinați ai unui munte, în virtutea legii gravitației (sinonim: lavină).
- aven - puț natural, vertical, întâlnit în zonele calcaroase, uneori comunicând în partea inferioară cu o galerie subterană.

## B
- bavareză - tehnică de cățărare liberă, constând în acțiunea prizelor de mână și apăsarea prizelor de picior (sinonim tehnica Piaz).
- brană - porțiune de lățime variabilă, dar în general redusă, care înconjoară un versant și folosită la deplasări (sinonim poliță).
- berbeci - stânci rotunjite de actiunea foștilor ghețari cuaternari, având aspectul unor spinări sau frunți de berbec; se întâlnesc în căldările înalte ale Carpaților și în nordul Rusiei și al Poloniei.
- batcă - porțiune mai înaltă, situată pe o culme submontană sau pe o măgură (exemple: Ceahlău, Piatra Craiului).
- biserică - formă de relief (turlă înaltă) întâlnită în zonele montane calcaroase (exemplu: Retezatul Mic).
- bivuac - adăpost pentru noapte făcut de alpiniști sau turiști.
- blid - nume dat de localnici unor căldări glaciare mici.
- bouldering - formă de cățărare întreprinsă fără asigurare (fără corzi de siguranță), limitată la rute foarte scurte, astfel încât căderile să nu producă accidente; vezi și buildering.
- brână - porțiune stâncoasă de lățime variabilă, suspendată de-a curmezișul unei zone de abrupt.
- buclă - bucată de coardă sau chingă, având capetele înnodate sau cusute între ele.
- buildering - urcarea pe o suprafață construită de om, care inițial nu a fost destinată cățărării, fără utilizarea mijloacelor de asigurare: corzi, ventuze, cuie sau pitoane (vezi și bouldering).
- bulz - formă de relief submontan care reprezintă resturile unui con vulcanic stins, acoperite cu pădure, cu aspectul unei căpățâni de zahăr (poate fi întâlnit în Munții Metaliferi, în Munții Oaș); vezi și cornet.
- bunget - partea cea mai ascunsă și mai deasă a unui masiv păduros și greu de străbătut.

## C
- canion - porțiune de vale de abrupt, adâncă și foarte îngustă, cu pereți verticali.
- canyoning - sport extrem care utilizează tehnicile de cățărare și urmărește parcurgerea unui canion de-a lungul apei acestuia.
- cap de coardă - alpinistul care se găsește în fruntea echipei alpine și poartă capătul cel mai avansat al corzii și care este cel mai experimentat sportiv din echipă.
- carabinieră - inel metalic, prevăzut cu o clapetă care se deschide spre interior și care servește la atașarea de pitoane a corzilor sau a scărițelor.
- carst - fenomen complex întâlnit în zonele calcaroase și care se concretizează prin: peșteri, doline, avene, cheiuri, defileuri etc.
- cascadă - cădere de apă peste una sau mai multe trepte de pe cursul unei văi; echivalente: vânturiș (Bucegi), duruitoare (Ceahlău).

- cascadă de gheață - scurgere de apă înghețată, pe care cățărarea se efectuează cu un echipament special.

- cască - acoperământ realizat din material sintetic, folosit pentru protecția capului.
- căldare glaciară - vezi circ glaciar.
- căldare nivală - circ mic, apărut prin presiunea zăpezii.
- cărare - drum foarte îngust la țară, la munte, în pădure, pe care se poate merge numai pe jos (sinonim potecă).
- cătun - căldare glaciară stâncoasă, plină de bolovani.
- cățărare - urcare prin agățare, pe stâncă, zăpadă sau gheață; forme: alpinism, cățărare solitară, bouldering.

- cățărare artificială - stil de cățărare în care se folosește orice mijloc natural sau artificial pentru înaintarea pe perete; altă denumire: cățărare mecanică.
- cățărare mecanică - vezi cățărare artificială.
- cățărare solitară - cățărare fără existența unui coechipier, dar folosind pentru auto-asigurare mijloace și tehnici specifice.

- cârșie - înălțime calcaroasă împădurită sau nu, prezentând porțiuni abrupte.
- centură complexă de siguranță - centură de tip ham, folosită mai ales în alpinismul utilitar sau în situații de urgență, de coborâre, de salvare etc.
- chei - vale îngustă, cu pereți înalți și abrupți, care se formează acolo unde apa exercită o puternică eroziune.
- cheie de picior - fixarea piciorului într-o fisură pentru realizarea unei prize.
- chică - formă de relief submontan, echivalând cu un vârf rotunjit (de exemplu în Munții Făgăraș).
- cioacă - formă de relief domoală, acoperită de vegetație.
- circ glaciar - formă de relief adâncită, cu contur circular și cu aspect de amfiteatru, rezultată prin acțiunea de eroziune exercitată de un ghețar pe suprafața bazinului de acumulare a gheții (sinonime: căldare glaciară, zănoagă).
- ciuceve - versanți abrupți ai unei văi pe cursul unor chei (exemplu: Ciucevele Cernei).
- claie - formă de relief tronconică, pe culmea sau cresta unui munte.
- clăbucet - formă de relief sub-montană (sub-alpină) cu aspect rotunjit și acoperită de pădure (exemple: Clăbucetul Taurului, Clăbucetul Baiului, Prahova).
- clădărie - îngrămădire haotică de stânci.
- cleanț - trecătoare printre dealuri (exemplu Cleanțul Cozmii din Retezat); vezi și colț, țanc.
- climbing wall - construcție artificială asemeni unui perete montan utilizată de către cățărători pentru antrenament, divertisment sau concursuri.
- clin - pantă cu înclinație variabilă a unui munte sau a unei văi; vezi și coastă, versant.
- coamă - culmea îngustă, situata la intersecția planurilor înclinate a unor versanți opuși; sinonime: culme, creastă, dungă, spinare.
- coardă - mănunchi de mii de fibre sintetice de aceeași lungime, cu diametrul variind în general între 8 și 12 mm; se utilizează la coborâre și urcare.
- coastă - povârnișul unui deal, al unui munte, al unei văi etc.; vezi și clin, versant.
- coborâre în rapel⁠(d) - operație care se efectuează de-a lungul corzii⁠(d) bine ancorate și asigurate, pe pereți cu înclinație foarte mare; se realizează prin balansări și împingeri succesive cu picioarele în perete, în timp ce mâinile filează coarda.
- colț - vârf stâncos al unui munte (vezi și cleanț, țanc).
- colțari - dispozitiv metalic, având 6 - 8 vârfuri ascuțite, care se aplică pe talpa bocancilor, pentru a ușura ascensiunea unei pante de zăpadă întărită sau de gheață.
- concrețiuni - forme diverse de depunere a carbonatului de calciu (lapte de piatră) pe pereții unei peșteri  (stalactite, stalagmite, coloane, pânze, baldachine, bazinete, ghirlande, cristale, etc.)
- cordelină - frânghie mai mică (cu diametrul de 4-7 mm) pentru transportul de materiale sau oameni.
- cornet - formă de relief echivalent cu bulzul ca înfățișare, de origine calcaroasă.
- cornișă - obstacol proeminent, de forma unei streșini stâncoase, situate în partea superioară a rupturilor de pantă, a săritorilor sau pe desfășurarea unui perete stâncos, perete sau porțiune de perete înclinat mai mult decât verticala; sinonim: cornișă.
- corugă -  vale de abrupt, stâncoasă.
- costiș -  se folosește pentru a arăta mersul în lungul unei coaste, în urcuș sau coborâș ușor, spre deosebire de linia de cea mai înaltă pantă (sinonim: de-a coasta).
- covată - vezi curmătură.
- cramponaj - utilizare a crampoanelor; fixare cu crampoanele.
- creastă - vezi coamă.
- crevasă - despicătură verticală într-un ghețar montan.
- crupă - formă de relief din două versante care se unesc după o linie.
- culme - vezi coamă.
- cumpănă de ape - linia de separație dintre două bazine hidrografice sau dintre două văi învecinate; coincide în general cu coama sau creasta unui munte.
- curătură - loc despădurit prin defrișare și folosit ca pășune; echivalent: runc.
- curmătură - locul unde coama sau creasta unui munte coboară apreciabil sub nivelul general al acestuia, permițând trecerea de pe un versant pe celălalt (sinonime: covată, șa, tarniță, prislop).
- custură - creastă stâncoasă, îngustă și prăpăstioasă, specifică zonelor alpine glaciare.

## D
- deadman - ancoră de zăpadă sub formă de lopățică, prevăzută cu cablu de ancorare și care se îngroapă în zăpadă pe direcția de cădere, funcționând ca un plug în caz de solicitare.
- deal - formă de relief convexă, mai rar plată sau ascuțită, în general cu înălțimi cuprinse între 200 și 800 de metri.
- defileu - vale transversală îngustă cu pereții abrupți, caracteristică râurilor care străbat regiuni muntoase.
- derivație - ramificație a unui traseu turistic, având drept obiectiv un anumit punct interesant.
- distanță de cădere - distanța maximă între două puncte de ancorare.
- dolină - o adâncitură sub formă de pâlnie, fenomen geologic întâlnit în zonele carstice și care rezultă din acțiunea dizolvantă a apelor de suprafață asupra calcarului.
- dos (de munte) - versant cu expunere către nord, umbrit (vezi și față de munte).
- dungă - vezi coamă.

## E
- emergență - vezi izbuc.
- escaladă - ascensiunea unui perete de stâncă, fie prin cățărare liberă, fie cu ajutorul unor ustensile specifice alpinismului.

## F
- față (de munte) - versantul cu expunere la sud (însorit) (vezi și dos).
- făgaș - urmă adâncă (și îngustă) săpată în pământ de șuvoaiele apelor de ploaie sau lăsată de roțile unui vehicul.
- fereastră - despicătură îngustă pe linia unei creste montane, în general abruptă și care face dificilă continuarea drumului (sinonim: strungă; vezi și portiță).
- filare (a unei coarde) - procesul în care un membru al echipei de alpinism urcă pe traseu, iar ceilalți membri ai echipei îl urmează, fie că urcă sau coboară, folosind o singură coardă⁠(d) de legătură între ei.
- firn - zăpadă frecventă de pe munții înalți, devenită granulară în urma topirilor și înghețărilor repetate.
- fisură - crăpătură îngustă practicată într-un perete stâncos ca urmare a acțiunii apelor meteorice asupra acesteia și care uneori servește la cățărat.
- fosilă - peșteră pe care nu o (mai) străbate un curs de apă.
- fundul văii - linia cea mai joasă a unei depresiuni.
- funicular:

- frânghie de alpinism întinsă peste o prăpastie, o crăpătură sau o prăbușire pentru a trece oameni și materiale;
-  mijloc de transport aerian pentru transportat materiale sau persoane, format din cabluri purtătoare de vagonete.

## G
- galerie - culoar strâmt, rezultat al scurgerii apelor prin diaclazele care intersctează culoarele de calcare.
- gâlmă - denumire regională pentru un vârf de munte de înălțime modestă.
- genune:

- prăpastie adâncă, abis;
- (pe cursul unei ape) lac întins cu adâncime foarte mare.
- gol alpin - zonă alpină acoperită de pășune sau chiar lipsită de vegetație pastorală, situată deasupra limitei superioare a pădurilor.
- gol de munte - regiune situată deasupra zonei forestiere și acoperită cu pășuni alpine, tufănișuri cu jnepeni, ienuperi sau regiune stâncoasă.
- grind - acumulare de grohotișuri fixate prin vegetație (exemplu: Grindul Pietrei Craiului).
- grohotiș - masă compactă de bolovănișuri provenită din dezagrgarea rocilor unui versant, în general așezat în pantă.
- grotă - vezi peșteră.

## H
- ham - centură de siguranță croită sub chingă (sub forma unui scaun în jurul coapselor).

- ham complet - ham format atât din chinga care se fixează pe bazin și coapse, cât și din cea care se fixează pe piept (vesta).

- hățaș:

- cărare făcută de animale sălbatice prin pădure;
- drum râpos, abrupt, cu coaste repezi.
- hățiș - desiș, pădure tânără deasă si încâlcită, greu spre foarte greu de străbătut, ce apare de obicei după tăierea unei păduri mature.
- hău - prăpastie mare, gol adânc.
- hidrografie - (în sens restrâns) rețeaua generală de văi și de ape care străbate o anumită zonă.
- horn - spărtură îngustă și adâncă, practicată în peretele unui munte și care permite trecerea alpiniștilor (vezi jgheab).

## I
- iezer - lac de munte (exemple: Iezer din Munții Făgăraș, Iezer din Munții Rodnei) (sinonim: tău).
- izbuc - locul unde țâșnește, sub presiune, apa unui râu subteran, specific zonelor carstice (alte denumiri: izvor vauclazian, exurgență, resurgență, galgoi, bigar).
- izbuc intermitent - izbuc prin care apa nu iese continuu, ci la anumite intervale de timp.
- izvor - locul unde apa unei pânze freatice iese la suprafață.
- izvor vauclazian - vezi izbuc.

## J
- jgheab - scobitură mai largă decât un horn, practicată pe un versant; vezi și: șiștoacă, vâlcea, văiugă.
- jugulare - chingile cu care se fixează casca pe cap.

## K
- kevlar - material compozit, rezistent și neinflamabil, din care se fabrică piese de echipament alpin: corzi, cordeline sau piese de îmbrăcăminte.

## L
- lavină - vezi avalanșă.
- lăsătoare - loc liber, sub forma unui culoar, în mijlocul unor întinderi acoperite de jnepenișuri.
- lungime de coardă - etapă de cățărare corespunzând ca lungime cu cea a coardei (40-50 m).
- luminiș - vezi poiană.
- lungime de coardă - etapa de cățărare corespunzând ca lungime cu cea a coardei (40-50 m).

## M
- marcaj turistic - ansamblu de semne dispuse în locuri vizibile, pentru a indica turiștilor un anumit drum sau traseu turistic.
- martoane - grămezi de crengi și trunchiuri provenite din defrișarea plantelor lemnoase din pajiști (jneapăn, ienupăr).
- măgură:

- formă de relief aproape conică care se ridică deasupra zonei înconjurătoare;
- culme submontană în general împădurită.
- momâie - piramidă din lespezi de piatră ridicată de localnici pentru orientare în teren (de exemplu în Munții Retezat); sinonim: om de piatră.
- morenă - masă de material detritic (nisip, pietriș, bolovăniș), transportată de ghețari și lăsată acolo unde se topește gheața.
- muchie - linia de culme a unui munte sau a unei creste de munte.
- muncel - formă de relief de o înălțime modestă, în general făcând parte dintr-un grup.
- mutătoare - stână sau bordei ocupat periodic și numai pentru o perioadă a sezonului pastoral.

## N
- nișă - grotă în stâncă, de mici dimensiuni, unde se odihnesc alpiniștii în timpul traseelor mai lungi (exemplu: Fisura Albastră din Bucegi).
- nod - realizarea unui ochi pe coardă, cu un scop anume, cum ar fi legarea a două fire între ele.
- nod autoblocant - nod care se blochează atunci când este încărcat cu greutate.

## O
- obcină:

- culme, coamă prelungită de deal sau de munte care unește două piscuri, versant comun care formează hotarul dintre două proprietăți;
- înălțime acoperită de pădure.
- "om de piatră" - vezi momâie.
- orografie - sistemul formelor de relief ce caracterizează o zonă montană de mare întindere.

## P
- padină:

- porțiunea inferioară a unei văi abrupte, mai largă, cu vegetație și în general umedă;
- poiană cu aspect de depresiune.
- paravalanșă - zid de piatră sau de beton pentru apărarea unei căi de comunicație contra avalanșelor de zăpadă.
- pas - punctul de trecere de pe un versant pe altul al unui grup de munți, folosind invariabil o curmătură (sinonim: trecătoare).
- peșteră - scobitură adâncă, în general desfășurată pe mai multe galerii, determinată în zonele carstice de acțiunea dizolvantă a apelor asupra calcarelor (sinonim: grotă).
- piatră grăitoare - stâncă izolată pe culmea unui munte, unde frecvent se formează ecouri.
- picior de munte - ramificație a unui masiv muntos, ramură a unei culmi montane, pornind, în general, dintr-un pisc dominant.
- piemont - formă de relief situată la contactul unor munți cu o câmpie sau cu o depresiune, formată prin acumularea depunerilor aduse de apele curgătoare la schimbarea de pantă.
- pinten - porțiune de creastă ascuțită și abruptă care se ridică brusc, întrerupând linia descendentă a crestei.
- piolet -  instrument asemănător cu un mic târnăcop, folosit de alpiniști la escaladări, în special în zonele cu zăpadă sau gheață (vezi și alpenștoc).
- pisc - vârf stâncos ascuțit (de obicei fără vegetație) al unui munte.
- piton - țăruș metalic, care se fixează în fisurile de stâncă, având la capăt un inel prin care se introduce coarda sau scara și care servește la asigurarea alpiniștilor în timpul escaladărilor.
- plai:

- partea mijlocie sau superioară a unui munte sau deal, slab înclinată, acoperită cu pajiști;
- drum (sau cărare) care face legătura între poala și creasta unui munte; potecă.
- platou - zona plană, ușor înclinată, care încununează unii masivi muntoși, de structura conglomeratică, reprezentând o formă de relief structurată; sinonim: pod.
- poală - zonă mai largă de la baza unei forme de relief înalte (munte, deal, pisc etc.).
- pod - vezi platou.
- poiană - suprafață de teren în interiorul unei păduri, lipsită de copaci și acoperită cu iarbă și cu flori (sinonim: luminiș).
- poliță - vezi brană.
- portiță - loc de trecere printre stânci, care permite de obicei traversarea unei culmi (vezi și fereastră).
- potecă - vezi cărare.
- prelucă - (regionalism) poiană mică într-o pădure, între munți sau între dealuri, pe valea unei ape.
- pripor:

- coastă de deal sau de munte, pantă abruptă; povârniș;
- adăpost de iarnă pentru oi, făcut din împletitură de nuiele sau din stuf și acoperit cu paie, trestie, cetină de brad etc.
- prislop - vezi curmătură.
- priză - asperitate, proeminență a unei stânci de care se poate apuca un alpinist în timpul cățărării.

## R
- rachete (de zăpadă) - împletituri din sfoară care imită o paletă de tenis și care se adaptează la bocanci pentru mersul pe zăpadă.
- ramonaj - escaladare prin interiorul unei formații stâncoase.
- rapel (coborâre în ~) - coborârea pe o coardă cu ajutorul unui sistem de frânare numit ochi de rapel și care permite recuperarea coardei după terminare.
- ravenă - șanț larg format de o pantă datorită puternicei eroziuni de suprafață.
- regula celor trei contacte - principiu care prevede asigurarea unui minim de trei puncte solide în perete (de exemplu ambele mâini și un picior, ambele picioare și o mână, genunchi, cot etc.), verificate în prealabil și care pot fi: proeminențe, scobituri, pitoni.
- repeziș - zonă de înclinație mijlocie și relativ uniformă, în profilul longitudinal al unei văi; când această înclinație se apropie de verticală, porțiunea respectivă devine concavă.
- resurgență - vezi izbuc.
- Reverso⁠(d) - dispozitiv patentat de asigurare, utilizat pentru a controla coarda cățărătorului, proiectat pentru a permite asigurarea în ambele direcții și pentru a facilita coborârea controlată pe coardă.
- runc - vezi curătură.

## S
- Salvamont - organizație pentru salvarea celor rătăciți sau surprinși de viscole ori avalanșe în munți.
- sălaș - așezare, gospodărie izolată, specifică regiunilor cu fânețe, locuită numai în perioada lucrărilor agricole.
- săritoare - treaptă de înălțime variabilă care întrerupe cursul descendent al unei văi de abrupt, ruptură de pantă, denivelare în firul unei văi; poate fi utilizată pentru depășirea văilor.
- scoc:

-  jgheab pentru transportul lemnelor;
- vale adâncă sub formă de jgheab.
- seninari - stânci golașe de culoare deschisă, foarte înclinate, situate în zonele de abrupt ale unor masivi calcaroși.
- sohodol - vale seacă în regiuni calcaroase.
- sorb - loc de pierdere în pământ a unui curs de apă situate sub oglinda acestuia și în care scurgerea apei se face sub presiune.
- spălătură - stâncă golașă, de o înclinație mai redusă, lustruită de acțiunea apelor de ploaie sau a zăpezilor.
- spinare - vezi coamă.
- strungă - vezi fereastră.
- surplombă - vezi cornișă.

## Ș
- șa - vezi curmătură.
- șipot:

- izvor a cărui apă țâșnește cu putere și este captată printr-un jgheab sau printr-o țeavă;
-  jgheab, țeavă prin care se captează apa unui izvor;
- loc unde o apă curge repede; vârtej.
- șiștoacă - șanț stâncos și îngust, puternic înclinat, care brăzdează versantul abrupt al unui munte; vezi și: jgheab, vâlcea, văiugă.

## T
- tarniță - termen folosit în Munții Apuseni pentru șa.
- tău - lac glaciar.
- tinov - mlaștină de turbă acidă, situată în general în zone sub-montane (exemplu: Țara Dornelor).
- tiroliană:

- tehnică de alunecare pe o coardă întinsă cu ajutorul unui dispozitiv similar unui scripete;
- coarda sau sistemul de coarde folosite în această tehnică.
- trecătoare - vezi pas.

## Ț
- țalfă - vârf de munte ascuțit și dezgolit.
- țanc - vârf stâncos pe linia de culme a unui munte sau pe versantele acestuia, în formă de piramidă sau trunchi de con (vezi și colț, cleanț).

## U
- uluc (glaciar) - sector alungit al unei văi glaciare, în pantă mică și constituind, de regulă, o treaptă inferioară și cea mai întinsă a acesteia.
- umăr - treaptă orizontală și de mici dimensiuni pe traiectul unei creste și precedând o căldare glaciară pronunțată a acesteia.

## V
- vale - formă de relief, îngustă și alungită, cu panta în descreștere în aval, creată prin acțiunea apelor curgătoare.
- vale glaciară - vale largă, cu profil transversal în formă de U, formată prin eroziunea ghețarilor; în cadrul acesteia se disting: circul glaciar (fosta zonă de acumulare a zăpezii) în partea de sus și ulucul glaciar (locul unde s-a scurs ghețarul).
- vale oarbă - vale închisă de un perete, la baza căruia se pierde apa.
- văiugă - vale îngustă și puțin adâncă; vezi și: jgheab, șiștoacă, vâlcea.
- vâlcea:

- vale îngustă și puțin adâncă, cu fundul aproape plat și cu versantele în pantă ușoară; vâlcică; vezi și jgheab, șiștoacă, văiugă.
- pârâu mic de-a lungul unei vâlcele.
- vânturiș - cascadă mică.
- vârf - partea (punctul) cea mai de sus (uneori ascuțită)  a anumitor forme de relief (stâncă, deal, munte); vezi și pisc.
- versant - față a unui masiv muntos; versantele sunt oponente în cazul unei culmi, creste sau spinări și divergente în cazul unui bloc montan; vezi și clin, coastă.
- viroagă - vale mică, râpoasă, mocirloasă, formată de ploi și de inundații sau prin părăsirea albiei de către un râu; albia unui torent, cu malurile adânci și abrupte.

## Z
- zănoagă - căldare glaciară al cărei izbuc este bine profilat (exemplu: Lacul Zănoaga Mare, Retezat).